# Vilius Gabšys
Vilius Gabšys (* 26. April 1979 in Kaunas, Litauische SSR) ist ein ehemaliger litauischer Basketballspieler.

## Werdegang
Gabšys wechselte nach seinen Basketball-Anfängen in Kaunas für ein Jahr nach Russland, im Sommer 2002 wurde der treffsichere Distanzschütze vom israelischen Erstligisten Hapoel Tel Aviv verpflichtet. Er wurde im Verlauf der Saison 2002/03 in 19 Spielen eingesetzt und erreichte einen Punkteschnitt von 3,4 je Begegnung. Er trat mit Tel Aviv auch im europäischen Vereinswettbewerb FIBA Europe Champions Cup an.
2003/04 spielte er in seinem Heimatland in der höchsten Liga (LKL), in der Saisonvorbereitung 2004/05 nahm der deutsche Bundesliga-Aufsteiger Schwelmer Baskets den Litauer unter Vertrag. Gabšys war einer der besten Korbschützen Schwelms in der Bundesliga (14,6 Punkte/Spiel), mehr als der letzte Tabellenplatz sprang für ihn und die Mannschaft in der Bundesliga-Spielzeit 2004/05 aber nicht heraus. Er setzte seine Laufbahn in Belgien fort, stand 2005/06 in Diensten von Royal Atomia Brüssel.
Nach drei Stationen in der ersten litauischen Liga, bei denen er besonders in der Saison 2008/09 überzeugte und für Alytus 15,6 Punkte pro Spiel erzielte, ging Gabšys wieder ins Ausland: Er spielte beim österreichischen Bundesligisten Swans Gmunden und wurde mit der Mannschaft 2010 Staatsmeister. Sein letzter Arbeitgeber im Berufsbasketball war 2011 BK Astana in Kasachstan.